# ژرژ گون
 ژرژ گون (انگلیسی: Georges Goven؛ زادهٔ ۲۶ آوریل ۱۹۴۸) یک تنیس‌باز اهل فرانسه است.